# Krajowe Eliminacje do Konkursu Piosenki Eurowizji 2010
Krajowe Eliminacje do Konkursu Piosenki Eurowizji 2010 (Finał Krajowych Eliminacji 2010) – polskie selekcje do 55. Konkursu Piosenki Eurowizji odbywającego się w Oslo. Finał eliminacji odbył się 14 lutego 2010 w holu siedziby TVP przy ul. Woronicza 17.
Zwycięzcą w finale selekcji został Marcin Mroziński z piosenką „Legenda” współautorstwa Marcina Nierubca.

## Przebieg konkursu

### Czas i miejsce konkursu
Polskie eliminacje do 55. Konkursu Piosenki Eurowizji odbyły się 14 lutego 2010 w Warszawie. Koncert został zorganizowany w Walentynki, do czego częściowo nawiązywano w trakcie transmisji, umożliwiając telewidzom wysyłaniem krótkich życzeń, które były wyświetlanie na ekranie.

### Zgłaszanie utworów
25 września 2009 rozpoczęto proces przyjmowania utworów, które można było zgłaszać do Telewizji Polskiej. Nadesłane propozycje musiały spełniać warunki regulaminu konkursu, tj. musiały posiadać tekst w języku polskim lub angielskim, trwać nie dłużej niż 3 minuty i nie mogły zostać opublikowane przed 1 października 2009. Każdy wykonawca (mógł być to debiutant) mógł zgłosić jedynie jedną piosenkę i musiał mieć polskie obywatelstwo.
Termin nadsyłania kompozycji upłynął 2 listopada 2009, nadesłano łącznie 122 piosenki. Finalistów selekcji wybierała komisja jurorska w składzie: Wojciech Hoflik, Maria Szabłowska, Paweł Sztompke, Krzysztof Szewczyk, Bolesław Pawica, Artur Orzech, Marek Lamprecht, Piotr Klatt, Mikołaj Dobrowolski i Tomasz Deszczyński. W finale wystąpiło 10 wykonawców, w tym czterej wybrani przez komisję i sześciu wyróżnionych tzw. „dziką kartą” od TVP:
1. Anna Cyzon – „Love Me”
2. Aneta Figiel – „Myśl o Tobie”
3. Dziewczyny – „Cash Box”
4. Vir – „Sunrise”
5. Nefer – „Chciałem zostać sam”
6. Sonic Lake – „There Is a Way”
7. ZoSia – „To, co czuję”
8. Leszcze – „Weekend”
9. Iwona Węgrowska – „Uwięziona”
10. Marcin Mroziński – „Legenda”

Do finału zakwalifikowany został również zespół PIN z piosenką „Pin Lady”, ale wycofał się z udziału w konkursie. W oświadczeniu dla prasy tłumaczyli decyzję „koniecznością reorganizacji harmonogramu nagrań ich nowego albumu oraz modyfikacją planów promocyjnych i koncertowych”.
Propozycje do siedziby TVP wysłali również m.in.: Bayer Full („Czy kochasz mnie”), Boys („Dlaczego teraz to zrobiłaś”), Sebii („W zapomnieniu”), Manil („Jesteś moim aniołem”), Karina („Uczucia dwa”), Dance Factory („Jedyna dziewczyna”), Jorgus („Twoje ślady”), Angel („Surrender”), Anya („Okruchy losu”), Ash („Thank You For”), Press („Tego chcesz dziewczyno”), Asia Ash („Nie ma nas”), 2 Sisters („Come On”), Esti („Ain’t No Way”), Ewa Lewandowska („Prayer 4 Myself”), Percival („Rodzanice”), Skankan („Black and White”), Sonic Lake („There Is a Way”), Tafkanik („Time to Believe”), Jola Tubielewicz („Glamour World”), Zuzanna „Zuzana” Szreder („Walczę z tym”), Marcin Siegieńczuk („Lecę do Oslo”), Hubert Bisto („Raz czy dwa – tak w życiu zdarza się” oraz „Picture of Our Love” w duecie z Moniką Urlik), Maximuss i Sara May („Spin My Ride”), Nasty Ladies („Byś tylko był”) i Sara May („Maybe”).

### Dzikie karty
Telewizja Polska przyznała sześć tzw. „dzikich kart”, które umożliwiały udział w krajowych eliminacjach. Po wstępnej selekcji umożliwiono ponowne zgłaszanie się wykonawców do udziału w konkursie; Stowarzyszenie Miłośników Konkursu Piosenki Eurowizji „OGAE Polska” wystosowało wówczas petycję o przyznanie jednej z „dzikich kart” piosence Marcina Mrozińskiego „Legenda”. Do finału zostali dopuszczeni: Marcin Mroziński, Nefer, Vir, Sonic Lake, ZoSia, Leszcze i Iwona Węgrowska.

### Kolejność startowa
Kolejność startową została ustalona 30 stycznia podczas losowania transmitowanego na żywo przez TVP. 12 lutego podano numery telefoniczne, pod które widzowie mogli głosować na faworytów.

### Prowadzący i goście specjalni
Na początku lutego TVP ogłosiła, że polskie eliminacje eurowizyjne poprowadzą wspólnie Artur Orzech i Aleksandra Rosiak. Orzech zapowiadał uczestników, a Rosiak przeprowadzała z nimi krótkie rozmowy za kulisami.
W trakcie koncertu gośćmi muzycznymi byli Edyta Górniak i Mieczysław Szcześniak, którzy reprezentowali Polskę w Konkursie Piosenki Eurowizji odpowiednio w 1994 i 1999. Górniak wystąpiła dwukrotnie podczas koncertu: na otwarcie wykonała utwór „Jestem kobietą”, a następnie w przerwie na głosowanie zaprezentowała przeboje „To nie ja!” oraz „To nie tak, jak myślisz, kotku”.

## Wyniki
Zwycięzcę preselekcji wybrali telewidzowie telewidzów, którzy głosowali za pomocą SMS-ów. Głosowanie rozpoczęło się wraz z rozpoczęciem się pierwszego występu konkursowego.
| L.p. | Wykonawca        | Piosenka                  | Język             | Wynik | Suma   |
| ---- | ---------------- | ------------------------- | ----------------- | ----- | ------ |
| 1    | Leszcze          | „Weekend”                 | polski            | 5     | 8,44%  |
| 2    | Dziewczyny       | „Cash Box”                | angielski         | 10    | 1,92%  |
| 3    | Iwona Węgrowska  | „Uwięziona”               | polski            | 3     | 14,94% |
| 4    | Marcin Mroziński | „Legenda”                 | polski, angielski | 1     | 33,61% |
| 5    | Aneta Figiel     | „Myśl o Tobie”            | polski            | 4     | 9,06%  |
| 6    | Nefer            | „Chciałem zostać sam”     | polski            | 6     | 5,97%  |
| 7    | ZoSia            | „To, co czuję (Jak ptak)” | polski            | 9     | 3,04%  |
| 8    | Anna Cyzon       | „Love Me”                 | angielski         | 2     | 15,13% |
| 9    | Sonic Lake       | „This Is a Way”           | angielski         | 8     | 3,44%  |
| 10   | Vir              | „Sunrise”                 | angielski         | 7     | 4,45%  |

### Faworyt OGAE Polska

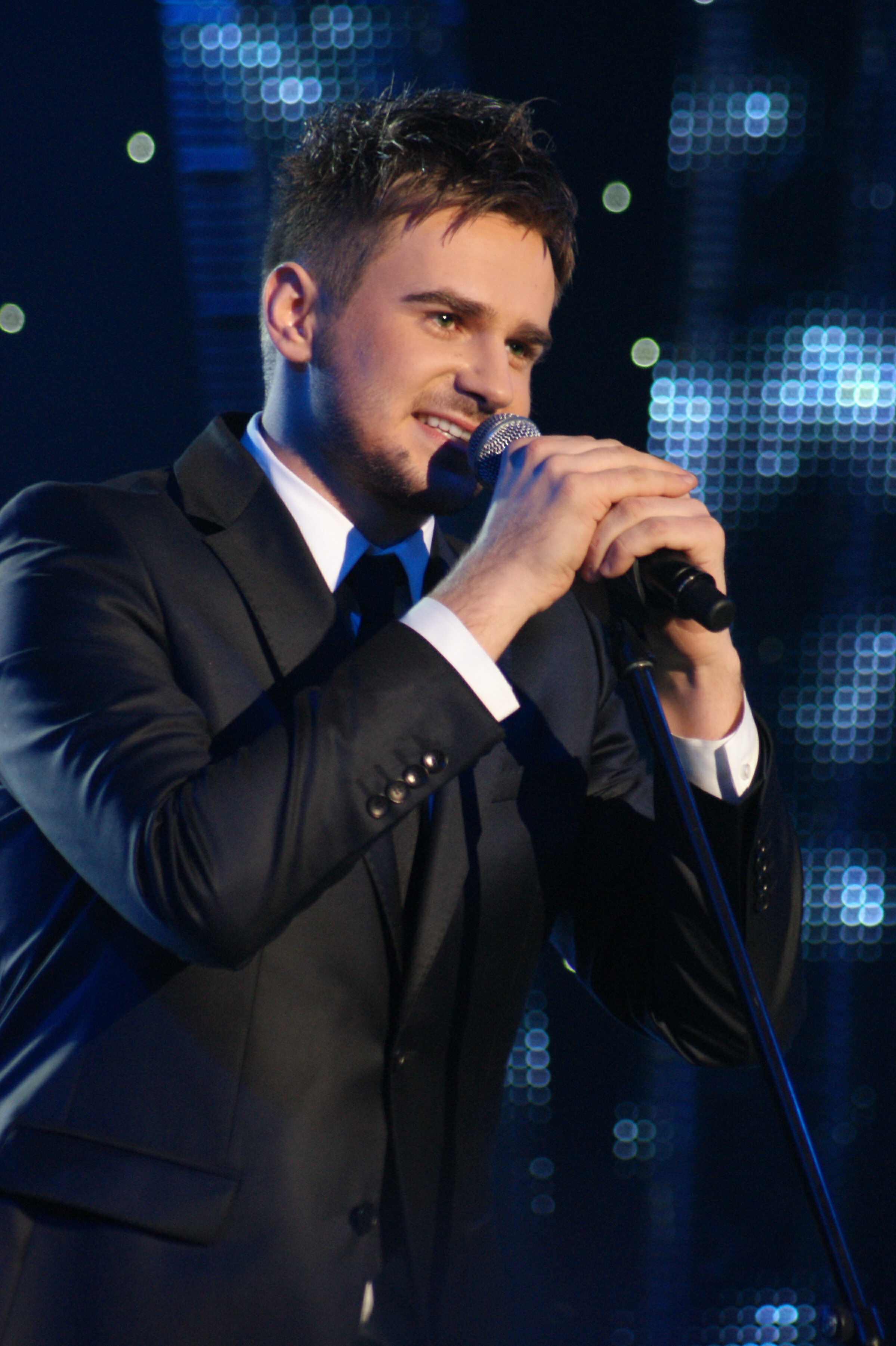
Marcin Mroziński – zwycięzca koncertu „Krajowe Eliminacje do Konkursu Piosenki Eurowizji 2010”

Członkowie Stowarzyszenia Miłośników Konkursu Piosenki Eurowizji OGAE Polska tuż przed koncertem finałowym wytypowali swoich faworytów. Poniżej zaprezentowany został ogólny ranking członków stowarzyszenia, dotyczący wszystkich finalistów eliminacji:
1. Marcin Mroziński – „Legenda” – 607 punktów
2. Anna Cyzon – „Love Me”
3. Aneta Figiel – „Myśl o Tobie”
4. Iwona Węgrowska – „Uwięziona”
5. Nefer – „Chciałem zostać sam”
6. ZoSia – „To, co czuję (Jak ptak)”
7. Dziewczyny – „Cash Box”
8. Vir – „Sunrise”
9. Sonic Lake – „There Is a Way”
10. Leszcze – „Weekend”

Podczas ceremonii zakończenia polskich preselekcji członkowie OGAE Polska uhonorowali zwycięzcę pamiątkowym dyplomem.

## Oglądalność
Finał krajowych eliminacji eurowizyjnych obejrzało ok. 3,2 miliona telewidzów, co dało stacji ok. 21% udziału na rynku.